# Easington, East Riding of Yorkshire
Easington är en ort och civil parish i Storbritannien.   Den ligger i kommunen East Riding of Yorkshire och riksdelen England, i den sydöstra delen av landet, 240 km norr om huvudstaden London. Easington ligger 10 meter över havet och antalet invånare är 7 636.
Terrängen runt Easington är mycket platt. Havet är nära Easington åt sydost.  Närmaste större samhälle är Cleethorpes, 14,2 km sydväst om Easington. 